# Beacon's Bottom
Beacon's Bottom är en by i civil parish Stokenchurch, i kommunen Buckinghamshire, i England. Byn är belägen 18 km från Aylesbury. Byn hade 798 invånare år 2021.